# Hybomitra lhasaensis
Hybomitra lhasaensis är en tvåvingeart som beskrevs av Wang 1982. Hybomitra lhasaensis ingår i släktet Hybomitra och familjen bromsar. Inga underarter finns listade i Catalogue of Life.